# كونار أكوادوري
كونار أكوادوري (الاسم العلمي:Connarus ecuadorensis) هو نوع من النباتات يتبع جنس الكونار من الفصيلة الكونارية.